# Trois Camarades
Pour plus de détails, voir Fiche technique et Distribution.
Trois Camarades (Three Comrades) est un film américain de Frank Borzage, produit par Joseph L. Mankiewicz pour la MGM et sorti en 1938.
Le scénario est l'adaptation, par F. Scott Fitzgerald et Edward E. Paramore Jr., du roman d'Erich Maria Remarque (qui servira aussi de base au Voyage au bout de l'enfer)

## Synopsis
Trois vétérans de la Grande Guerre, amoureux de la même femme, rentrent dans Berlin ruinée du début des années 1920 et se battent pour trouver une raison de vivre.

## Fiche technique
- Titre original : Three Comrades
- Titre français : Trois Camarades
- Réalisation : Frank Borzage
- Scénario : F. Scott Fitzgerald et Edward E. Paramore Jr. d'après un roman d'Erich Maria Remarque
- Photographie : Joseph Ruttenberg
- Montage : Frank Sullivan
- Décors : Cedric Gibbons, Paul Groesse et Edwin B. Willis
- Musique : Franz Waxman
- Production : Joseph L. Mankiewicz
- Société de production : Metro-Goldwyn-Mayer
- Pays de production :  États-Unis
- Langue : anglais
- Format : Noir et blanc - 1,37:1 - Son mono
- Durée :  100 minutes
- Dates de sortie :
  - États-Unis : 2 juin 1938
  - France : 19 janvier 1939

## Distribution
- Robert Taylor : Erich Lohkamp
- Margaret Sullavan :  Patricia « Pat » Hollmann
- Franchot Tone : Otto Koster
- Robert Young : Gottfried Lenz
- Guy Kibbee : Alfons
- Lionel Atwill : Franz Breuer
- Henry Hull : Dr. Becker
- Monty Woolley : Dr. Jaffe

Acteurs non crédités
- Jessie Arnold
- Barbara Bedford
- Walter Bonn
- Henry Brandon
- George Chandler
- Harvey Clark
- Jules Cowles : le barman
- William Haade
- Donald Haines
- Alva Kellogg
- Priscilla Lawson
- Mitchell Lewis
- Marjorie Main
- Claire McDowell
- Edward McWade
- Esther Muir
- Ferdinand Munier : le bourgmestre
- Sarah Padden : Mme Schultz
- Leonard Penn : Tony
- Morgan Wallace
- E. Alyn Warren : Patron de la librairie
- Norman Willis
- George Zucco : Docteur Plauten